# Kirkuk
Kirkuk (arabisch كركوك, DMG Kirkūk, kurdisch که‌رکووک Kerkûk, türkisch Kerkük) ist eine Universitätsstadt im Norden des Irak und die viertgrößte Stadt des Landes. Sie ist das Zentrum der irakischen Erdölindustrie. Die Stadt Kirkuk liegt in einer Ebene mit einem Hügel. Der Hügel enthält mit der Zitadelle den ältesten Teil der Stadt. Kirkuk wird durch den Fluss Hassa und die Zitadelle in drei Teile geteilt. Seit der Destabilisierung des Landes 2003 gehört die Stadt zu den umstrittenen Gebieten des Nordirak.

## Name
Der alte Name der Stadt war Arrapḫum und später Arrapḫa, sie war die Hauptstadt des gleichnamigen Königreiches Arrapḫa. Das Königreich war ein Vasallenstaat des Reichs Mittani/Hanilgabat. „Soweit bekannt ist, wird der Name Kirkuk (Karkuk) zum ersten Mal in dem Persischen Buch Zafar-nama erwähnt“. Laut Berechnung von Asoss M. Qader wird die erste Erwähnung des Namens Kirkuk in der heutigen Form auf 1393 n. Chr. datiert.
Nach dem Zusammenbruch des Assyrischen Reiches wird die Gegend um Kirkuk von Ptolemäus Kurkura benannt, was den Namen Baba Kurkur (auch Baba Gurgur) – einem offenen Ölfeld vor der Stadt – erklären könnte. Unter den Seleukiden wurde Kirkuk in Karkha D-Bet Slokh umbenannt. Der Name bedeutet Zitadelle des Hauses Seleukios und war aramäisch – die damalige Lingua franca.
Das Gebiet um Kirkuk nannten Parther und Sasaniden Garmakan, was Warmes Land oder Heißes Land bedeutet. Gleichzeitig nennen die Kurden das Gebiet Garmian/Germiyan. Türkische Stämme aus Germiyan gründeten im 14. Jahrhundert im westlichen Kleinasien das Beylik Germiyan.
Als die Araber im Zuge der islamischen Expansion im 7. Jahrhundert den Nahen Osten eroberten, nannten sie die Stadt Kirkheni (Zitadelle). Andere arabische Namen waren Bajermi oder Jermakan, was vom iranischen Namen Garmakan abstammt. Die heutige Form Kirkuk wird zum ersten Mal in dem Werk Zafarnama des Scharaf ad-Din Ali Yazdi († 1454) aus dem 15. Jahrhundert erwähnt (erhaltenes illuminiertes Manuskript von Ibrahim Sultan, 1436). Das Zafarname ist die Biografie Timurs, der Kirkuk erobert hatte.

## Klimatabelle
|                       | Jan  | Feb  | Mär  | Apr  | Mai  | Jun  | Jul  | Aug  | Sep  | Okt  | Nov  | Dez  |   |      |
| Mittl. Tagesmax. (°C) | 13,7 | 15,5 | 19,3 | 25,5 | 32,9 | 39,2 | 42,8 | 42,5 | 38,3 | 31,6 | 23,0 | 16,4 | ⌀ | 28,5 |
| Mittl. Tagesmin. (°C) | 4,5  | 5,5  | 8,5  | 13,0 | 18,8 | 23,7 | 26,7 | 26,5 | 22,4 | 17,2 | 11,3 | 6,1  | ⌀ | 15,4 |
|                       |      |      |      |      |      |      |      |      |      |      |      |      |   |      |
| Niederschlag (mm)     | 61   | 62   | 76   | 51   | 21   | 0    | 0    | 0    | 0    | 4    | 41   | 59   | Σ | 375  |
|                       |      |      |      |      |      |      |      |      |      |      |      |      |   |      |
| Luftfeuchtigkeit (%)  | 73   | 66   | 61   | 52   | 35   | 21   | 19   | 19   | 21   | 31   | 53   | 68   | ⌀ | 43,1 |

| 4,5 |

| 5,5 |

| 8,5 |

| 13,0 |

| 18,8 |

| 23,7 |

| 26,7 |

| 26,5 |

| 22,4 |

| 17,2 |

| 11,3 |

| 6,1 |

| 4,5 |

| 5,5 |

| 8,5 |

| 13,0 |

| 18,8 |

| 23,7 |

| 26,7 |

| 26,5 |

| 22,4 |

| 17,2 |

| 11,3 |

| 6,1 |

## Bevölkerung
Im Jahr 1912 lebten in Kirkuk geschätzte 12.000 Personen. Im Jahr 1965 gaben offizielle Bevölkerungsstatistiken 184.000 Einwohner an, darunter 71.000 Kurden, 55.000 Turkomanen und 41.000 Araber. Es gab allerdings erhebliche staatliche Anstrengungen, Araber anstelle von Kurden anzusiedeln. Die Bevölkerung Kirkuks lag 2014 bei 1.000.000 Einwohnern. Die Bevölkerung besteht mehrheitlich aus Kurden. Weitere nennenswerte und große Volksgruppen der Stadt sind Araber und Turkmenen. Zu den kleineren Minderheiten zählen unter anderem die christlichen Assyrer. Vor allem die Deportierung der Kurden unter Saddam Hussein hat die Bevölkerungsstruktur der Stadt völlig verändert und befeuert die Kontroverse der Zugehörigkeit der Stadt zu Kurdistan oder aber zum Irak bis heute.

### Arabische Einwanderung

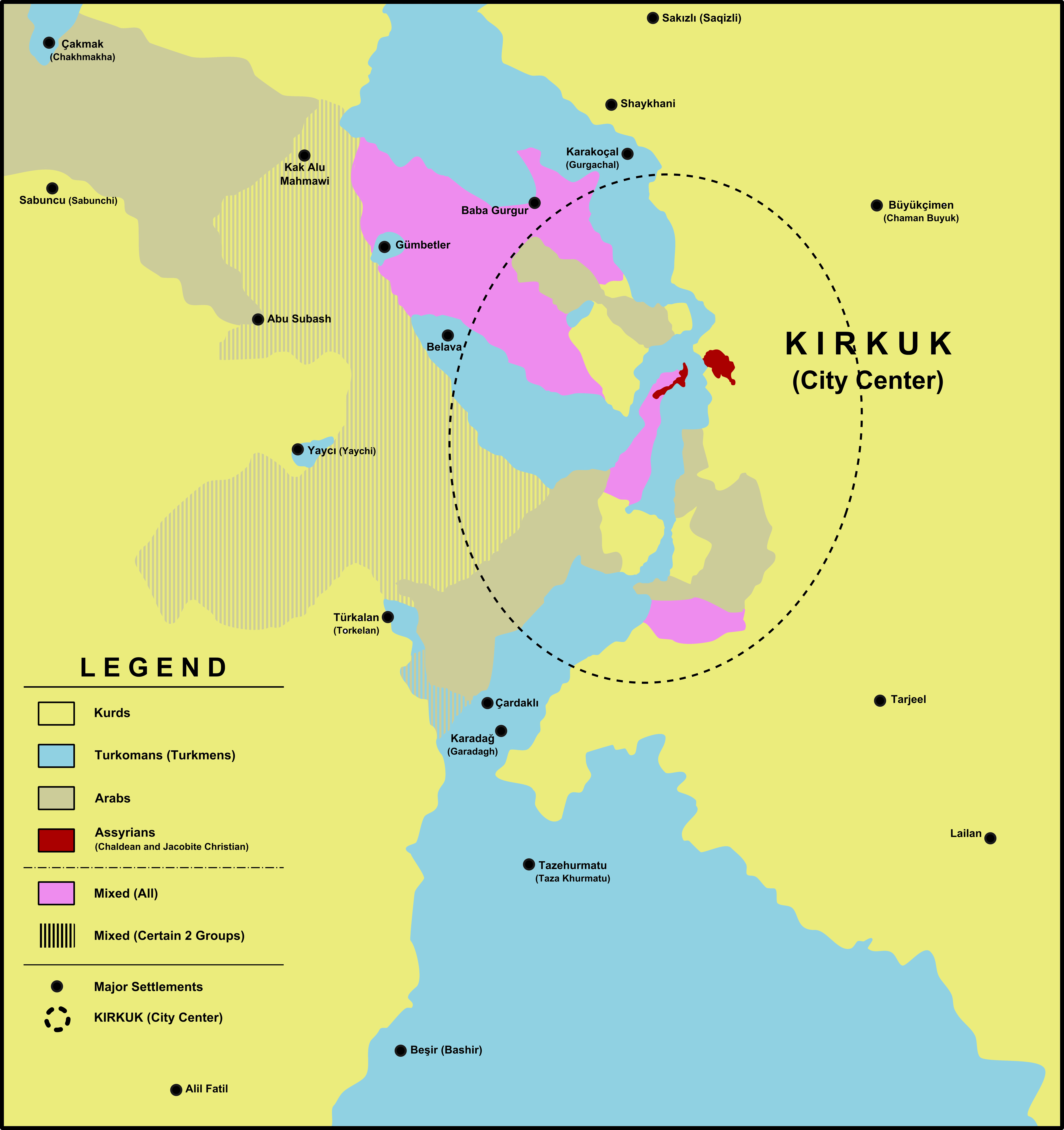
Karte mit ethnischen Gruppen in Kirkuk und Umgebung 2014, zur Zeit der kurdischen Einnahme des Gebietes und der starken kurdischen Migration aus dem Norden (laut Mehrdad Izady).

Erste Araber ließen sich bereits mit der arabischen Eroberung im 7. Jahrhundert in der Region nieder. Die zwei bedeutendsten arabischen Familien waren später die Tikriti und die Hadidi (الحديدي). Die Tikriti wanderten, wie ihr Name sagt, im 17. Jahrhundert aus Tikrit nach Kirkuk ein. Andere arabische Familien, die sich während der osmanischen Herrschaft hier niederließen, sind die al-Ubaid (العبيد) und die al-Dschiburi (الجبور). Die Al-Ubaid wurden von anderen arabischen Stämmen aus ihrer Heimat nordwestlich von Mossul vertrieben.

### Turkmenische Einwanderung
Als Kirkuk im 16. Jahrhundert von den Safawiden erobert wurde, begann die Besiedlung mit turkmenischen Stämmen. Die Safawiden versuchten ihre schiitische Konfession der sunnitischen Bevölkerung aufzudrücken.
Aus der turkmenischen Sicht gab es drei Einwanderungsperioden. Die ersten Turkmenen kamen als Soldaten der umayyadischen und abbasidischen Kalifen nach Kirkuk. Doch diese ersten Einwanderer wurden von der arabischen und kurdischen Bevölkerung aufgesogen und integriert. Die zweite Einwanderungswelle kam mit den Seldschuken, als Tughrul Beg 1055 in den heutigen Irak einfiel. Die Seldschuken hielten die Stadt Kirkuk 63 Jahre lang. In osmanischer Zeit zogen dann immer mehr Turkmenen nach Kirkuk.
Der irakische Historiker Abdul-Razzak Al-Hassani (عبدالرزاق الحسني) ist hingegen der Ansicht, dass die Turkmenen Teile der Armeen Murads IV. von 1638 waren, die in Kirkuk angesiedelt wurden, um das Gebiet zu sichern.

### Kurdische oder irakische Identität der Stadt

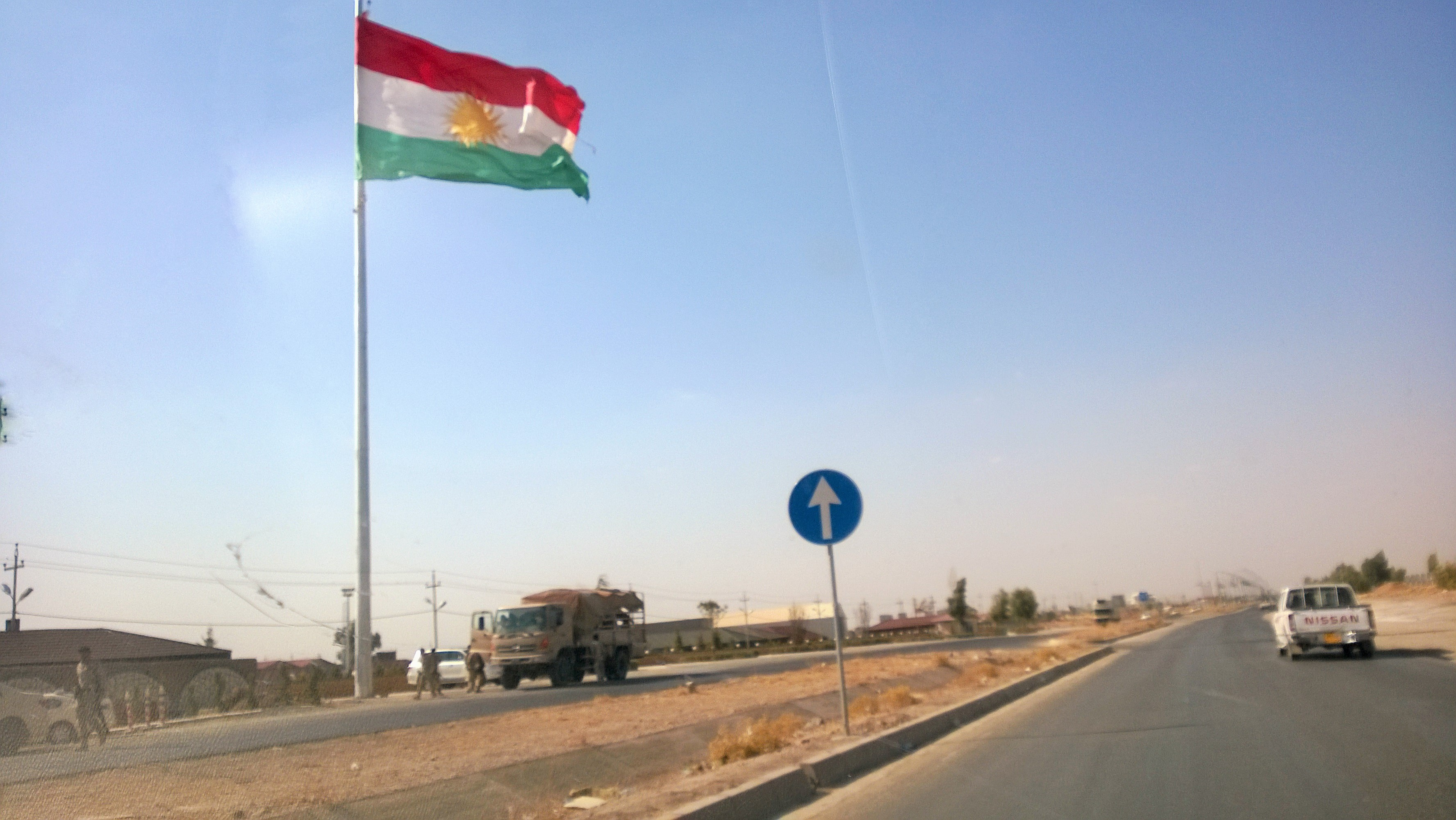
Sulaymaniyaa-Kirkuk Road nach der Flucht der irakischen Armee und der Sicherung durch die kurdischen Peschmerga

Im Jahr 2012 besuchte der damalige irakische Premier Nuri al-Maliki die Stadt und hob die, nach ihm, irakische Identität der Stadt, aufgrund der vielen Ethnien, hervor und verärgerte damit die kurdische Bevölkerungsmehrheit der Stadt, die sich seit jeher eine Angliederung an Kurdistan wünscht. Diese sehen Kirkuk nämlich als ihre heimliche Hauptstadt und erkennen in ihr vor allem eine rein kurdische Identität, die laut ihnen durch die Arabisierung der Regierung Saddam Husseins, verändert wurde. Während der Regierungszeit Husseins wurden ca. 250`000 Kurden aus Kirkuk vertrieben und Araber angesiedelt. Nach dem Sturz Husseins 2003 verlangten die Kurden, dass die vertriebenen Kurden wieder nach Kirkuk zurückkehren können.
Laut dem Historiker Kamal Mudhir Ahmed wurde die Kontroverse um die Identität der Stadt erst Anfang des 20. Jahrhunderts größer, als die ölreichen Felder in der Region entdeckt wurden. Zuvor gab es laut Kamal Mudhir Ahmed keinen Disput um die kurdische Identität der Stadt, die über Jahrhunderte auch als Hauptstadt des kurdischen Baban-Reiches diente. Weiterhin erwähnt er, dass die ethnische Säuberung der Stadt, angetrieben durch die Baathisten, ab den 1960er Jahren vor allem gegen die kurdische Bevölkerung der Stadt gerichtet war, jedoch auch die turkmenische Minderheit traf.

## Religion
In Kirkuk wohnen rund 2000 christlich-assyrische Familien. Etwa die Hälfte gehören der Chaldäisch-Katholischen Kirche mit der Kathedrale Herz Jesu an. 2013 wurde das Erzbistum Kirkuk mit dem Bistum Sulaimaniya zum Erzbistum Kirkuk-Sulaimaniya vereinigt. Sein Erzbischof ist seit 2014 Yousif Thomas Mirkis OP.
Weitere Christen Kirkuks sind Angehörige der syrisch-orthodoxen, syrisch-katholischen und armenisch-orthodoxen Kirchen.

## Geschichte

### Altertum

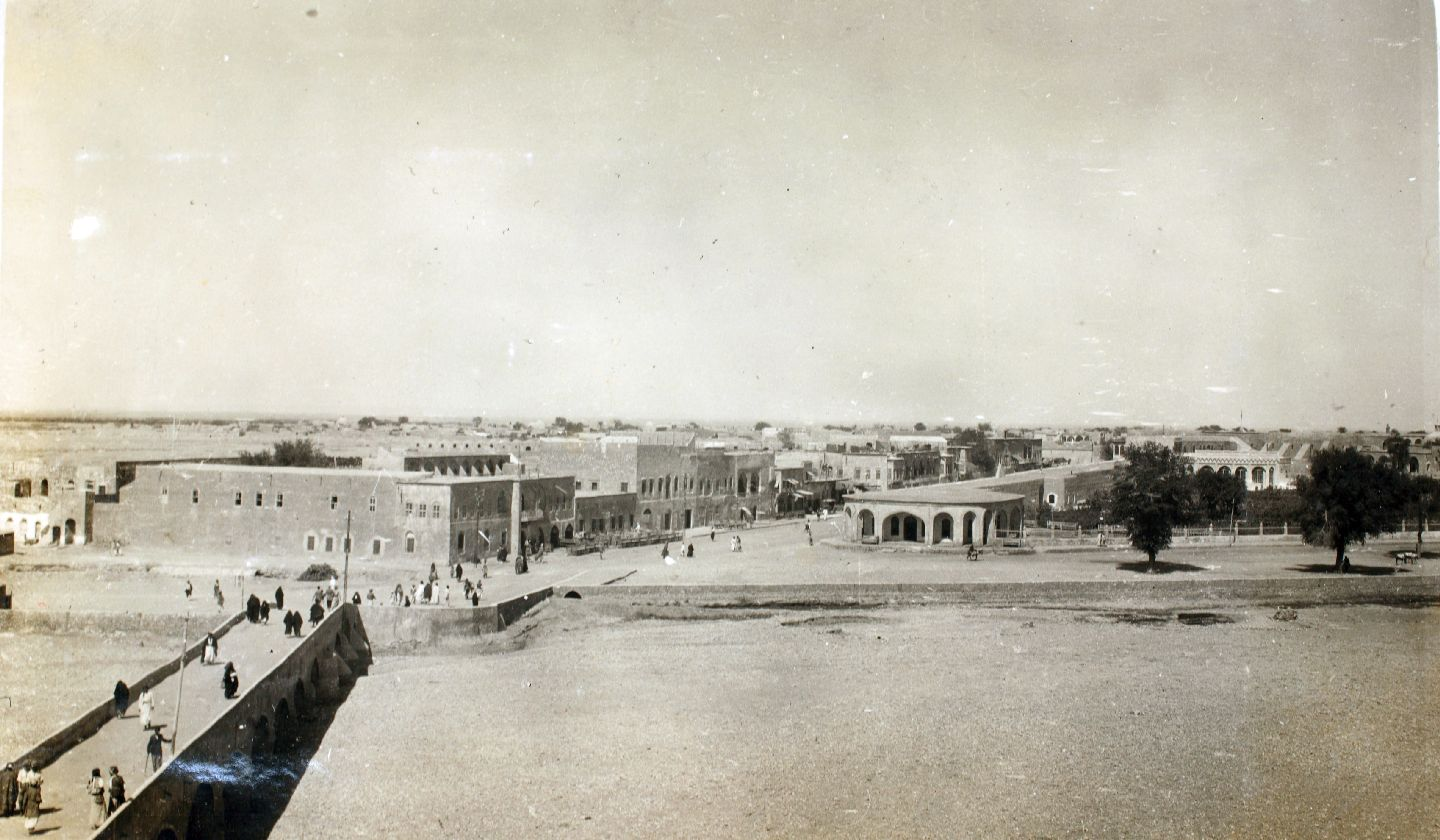
Das alte Kirkuk etwa in den 1950er Jahren

Die Geschichte von Kirkuk geht mehrere Jahrtausende zurück. Kirkuk war Hauptstadt des hurritischen Reiches von Arrapḫa. Durch die Archive von Nuzi liegen bspw. besonders gute Informationen über die Wirtschaft von Arrapḫa vor.

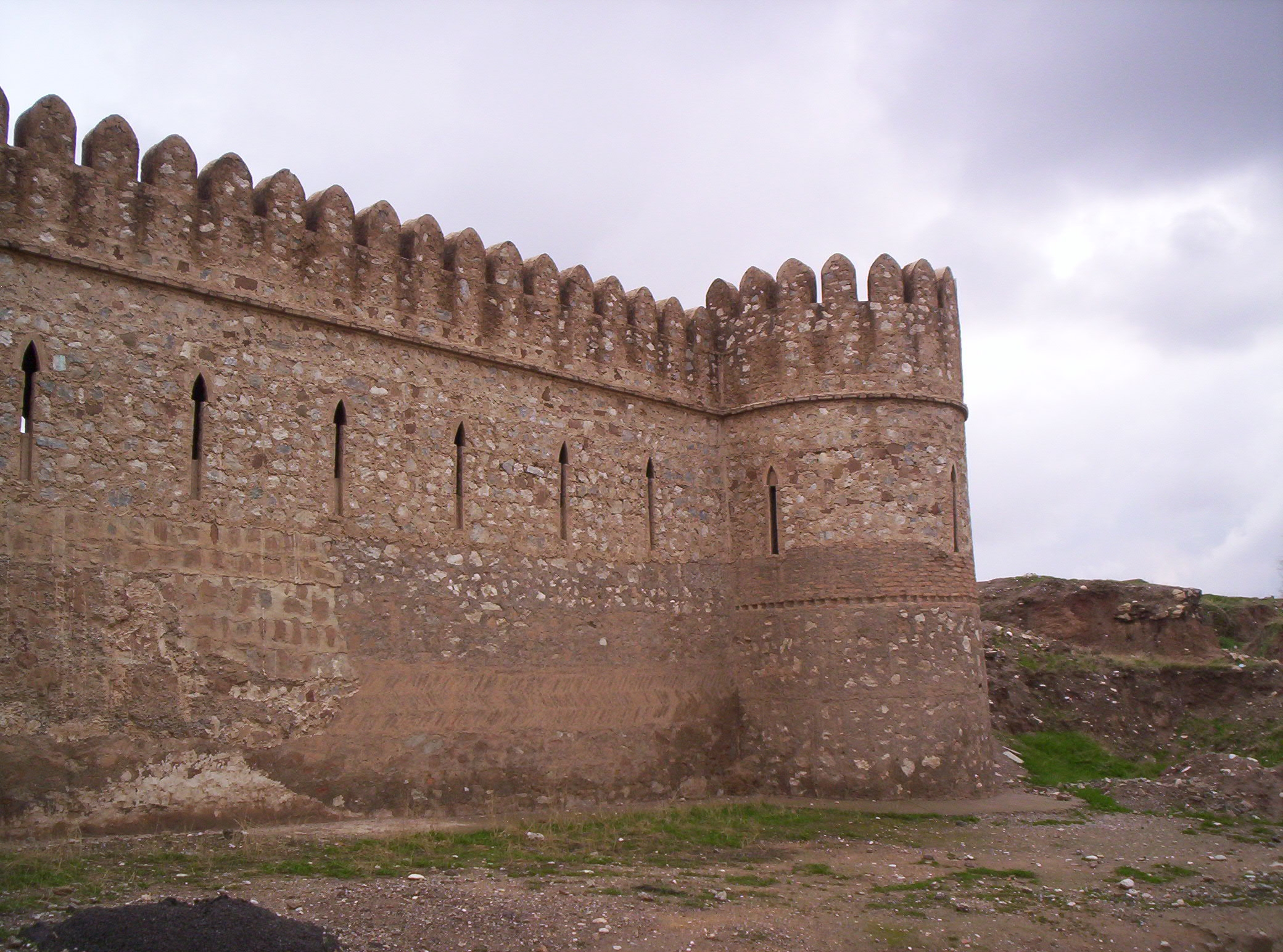
Die Zitadelle von Kirkuk

 Arrapḫa wurde um 1225 v. Chr. durch Tukulti-Ninurta I. erobert, konnte danach aber seine Selbständigkeit kurz wieder erlangen. Im 10. und 11. Jahrhundert v. Chr. entwickelte sich die Stadt unter den Assyrern weiter. Die Stadt lag auf der Route der assyrischen Kriegszüge gegen Urartu und andere nördliche Länder. So erfolgte der Kriegszug des Nabopolassar 609 bis 607 v. Chr. gegen Urartu über Arrapḫa, Arbela, Nisibis, Mardin und den Tur Abdin.
Die Assyrer wurden durch ein Bündnis von Medern und Babylonier geschlagen. So fiel die Stadt Arrapḫa an die Meder und nach ihnen an die Achämeniden. In parthischer und sasanidischer Zeit war Kirkuk Hauptstadt des Reiches Garmakan.

### Von der Islamischen Expansion in die Neuzeit
Im 7. Jahrhundert n. Chr. fiel das Gebiet unter arabisch-islamische Herrschaft. Bis zum Ende des 14. Jahrhunderts wurde Kirkuk von Daquq aus verwaltet. Im späten Mittelalter gehörte Kirkuk zum osmanischen Wilayet Schahrazor, dessen Hauptstadt es seit dem 16. Jahrhundert war. Nach arabischer, seldschukischer, mongolischer, persischer und osmanischer Eroberung war Kirkuk bis Ende des 18. Jahrhunderts für knapp 200 Jahre Hauptstadt des autonomen kurdischen Baban-Fürstentums.

### Von der Moderne ins 21. Jahrhundert
Den ältesten erhaltenen Dokumenten zufolge war die Familie Neftçizade lange vor 1639 in der Gewinnung von Naphtha tätig und bewirtschaftete das Vorkommen Baba Gurgur. In diesem Jahr wurde der Familie von Sultan Murad IV. per Ferman die Nutzniessung dieser natürlich zutage tretenden Quelle übertragen. Der Name Neftçizade ist aus persisch zade – Nachkommen – und arabisch/osmanisch neftçi – Naphtha-Produzenten – gebildet und bezeichnete ursprünglich eine Berufsgruppe. Dem Historiker Philippe Pétriat zufolge lässt sich nicht mit Sicherheit sagen, ob die Familie arabischer, türkischer oder kurdischer Abstammung ist. Um 1840 stiftete sie einen Teil des so erwirtschafteten Einkommens einer Waqf, die mit dem Geld eine Moschee und eine Madrasa bauen ließ und für deren Betrieb Geistliche anstellte. Die Neftçizade waren keineswegs reich, denn der in Handarbeit gewonnene Rohstoff verkaufte sich lediglich als Lampenöl, Tiermedizin oder zur Abdichtung von Booten. Einige Familienmitglieder lebten sogar in Armut und mussten um Steuererlass bitten. Noch um 1892 waren die Neftçizade im Naphtha-Geschäft tätig, doch wurden ab 1889 die Vorkommen enteignet und dem Privatvermögen, dem hazine-i hassa, des Sultans zugeschlagen. Ein Bericht der Hohen Pforte hatte 1888 den Konzessionsnehmern primitive Abbautechnik bescheinigt. Istanbul wollte im Wettlauf um das neue Produkt bitrol nicht ins Hintertreffen geraten.
1913 eröffnete eine Schule der Alliance Israélite Universelle für die Kinder der jüdischen Gemeinde.
Am 14. Juli 1959 kam es bei den Feierlichkeiten zum ersten Jahrestag des Sturzes der Monarchie zu Zusammenstößen zwischen den Volksgruppen, bei denen es viele Tote unter der Bevölkerung gab.
Ab 1975 begann die Baath-Regierung kurdische und turkmenische Besitzungen zu verstaatlichen und staatliche Stellen nur noch an Araber zu vergeben.
Im April 2003 wurde die Stadt im Laufe des Irakkrieges von alliierten Truppen und kurdischen Kämpfern erobert. Die Kurden waren Hauptakteure im Kampf um die Befreiung des Iraks, als sie die Nordfront bildeten und Mossul und Kirkuk besetzten. In der Folge verschlechterte sich die Sicherheitslage in Kirkuk, wie auch im Rest des Irak, rapide. In Kirkuk war dies besonders ausgeprägt, weil arabische Sunniten, Kurden und Turkmenen gleichermaßen Anspruch auf die ölreiche Stadt erheben.

### Volksabstimmung in Kirkuk
Laut der irakischen Verfassung sollten bis März 2007 alle vertriebenen Familien zurückgekehrt sein, um Mitte 2007 eine neue Volkszählung durchzuführen. Im November 2007 sollte dann in einem Referendum entschieden werden, ob die Stadt der Autonomen Region Kurdistan angeschlossen werden wird oder nicht. Ende März 2007 verabschiedete das irakische Parlament eine Entscheidung, nach der alle Araber, die nach dem 14. Juli 1968 nach Kirkuk umgesiedelt wurden, die Stadt verlassen sollen. Ihnen sollte neben einer Entschädigung von 15.000 USD auch Grundstücke in ihrer Heimat, wo sie vor 1968 lebten, zugesichert werden. Seither beklagen sowohl die arabische, assyrische als auch turkmenische Bevölkerung eine systematische De-Arabisierung und Vertreibung anderer Volksgruppen aus der Stadt.
Das Referendum wurde am 20. Dezember 2007 auf Vorschlag der UNO und Zustimmung der kurdischen Regionalregierung um sechs Monate auf Mitte 2008 verschoben. Die Regionalregierung gab als Grund technische und nicht politische Gründe an. Dennoch wurde das Referendum nicht durchgeführt. Die ethnische Zusammensetzung wird bei jeder Wahl zum Politikum. Für die Wahl zum Repräsentantenrat im Irak 2010 wurden trotz Protesten seitens der Araber und Turkmenen den seit 2004 hinzugezogenen Kurden das Stimmrecht zugestanden. Im Gegenzug soll den Arabern und Turkmenen eine feste Anzahl Sitze für Kirkuk zugestanden werden.

### Bürgerkrieg 2013–2017
Nach dem Vorstoß des Islamischen Staats, der am 10. Juni 2014 zum Fall von Mossul und zum Rückzug der irakischen Armee aus der Region und aus Kirkuk geführt hatte, übernahmen die kurdischen Streitkräfte Mitte Juni die Sicherung der Stadt. Zwar flauten die Kämpfe in den folgenden heißen Sommermonaten ab, doch am 29. Januar 2015 starteten die IS-Kämpfer eine erneute Offensive gegen Kirkuk. Die Großoffensive aus drei Richtungen führte jedoch nur zu Anfangserfolgen und wurde anschließend von den Peschmerga sowie bewaffneten Bewohnern und US-Luftunterstützung abgewehrt.
Vor allem im Südwesten der Stadt kam es auch danach immer wieder zu Gefechten zwischen kurdischen Truppen und den IS-Kämpfern. Im März 2015 drängten die kurdischen Truppen die IS-Kämpfer weiter zurück und befreiten mehrere Dörfer im Vorfeld der Stadt. Hiervon blieb die Ölindustrie jedoch weitgehend verschont, auch wenn sich die Kämpfe oftmals um deren direkte Kontrolle drehten. Bei den Zusammenstößen kamen bis Ende 2015 ca. 800 Menschen ums Leben und weitere 2000 wurden verletzt. Daneben kommt es in der Stadt zu Zusammenstößen zwischen den Peschmerga und schiitischen Milizen, die von der Zentralregierung in Bagdad aufgestellt wurden. In Reaktion auf die Offensive der Regierungstruppen auf Mossul ab dem 17. Oktober 2016 (→ Schlacht um Mossul) starteten Schläferzellen des IS am Morgen des 21. Oktober 2016 eine Reihe von Anschlägen in und um Kirkuk. Sie stürmten Stationen von Sicherheitskräften und weitere Gebäude, wo sie im weiteren Verlauf des Tages von der Polizei umstellt wurden. Im nahen Dibis stürmten drei Selbstmordattentäter ein Kraftwerk, wo sie 12 irakische und 4 iranische Angestellte töteten. Entgegen einigen früheren Statements von offiziellen Vertretern der Provinz zogen sich die Kämpfe über mehr als zwei Tage hin. Letztendlich sollen die Leichen von mehr als 50 IS-Kämpfern gefunden worden sein, während die Verluste der irakischen und kurdischen Sicherheitskräfte sowie Zivilisten mehr als 100 betrug. Die Frage wie mehr als 100 Kämpfer in die Stadt gelangen konnten, beantwortete der lokale Sicherheitsrat mit der Vermutung, dass sich IS-Anhänger aus Mossul unter die Flüchtlinge gemischt haben könnten, von denen sehr viele im Raum Kirkuk in Camps leben.
Mit dem Rückzug des IS aus der Region spitzten sich die Auseinandersetzungen zwischen der irakischen Zentralregierung und der kurdischen Regionalregierung über Kirkuk zu. Dabei spielen die generellen Unabhängigkeitsbestrebungen der Kurden eine ebenso große Rolle wie der Ölreichtum der Region Kirkuk, wo etwa 10 % der irakischen Ölreserven vermutet werden. Die kurdische Regierung hatte bereits einseitig mit dem Export des Rohstoffes begonnen und Bagdad dabei übergangen. Seit Mai 2016 wurde offen über ein Referendum in der Stadt debattiert, das über deren Zugehörigkeit zur Autonomen Region Kurdistan entscheiden soll.
Nach Angriffen des IS in Kirkuk während der Schlacht um Mossul im Oktober 2016 wurden arabische Einwohner von Kurden aus der Stadt vertrieben. Amnesty International warf den irakischen Kurden vor, eine Kampagne gestartet zu haben, um arabische Iraker aus den vom IS eroberten Gebieten zu vertreiben. Die kurdische Regionalregierung hielt am 25. September 2017 ein umstrittenes Unabhängigkeitsreferendum ab, welches auch die umstrittenen Gebiete wie Kirkuk einschloss. Das Referendum führte zu erheblichen Spannungen zwischen Erbil und Bagdad, so dass im Oktober 2017 die irakischen Streitkräfte Truppen bei Kirkuk konzentrierten, nach dem der IS komplett aus dem Gouvernement Kirkuk vertrieben worden war. Am 16. Oktober 2017 zogen sich die Kurden weitgehend kampflos aus Kirkuk zurück.

## Wirtschaft

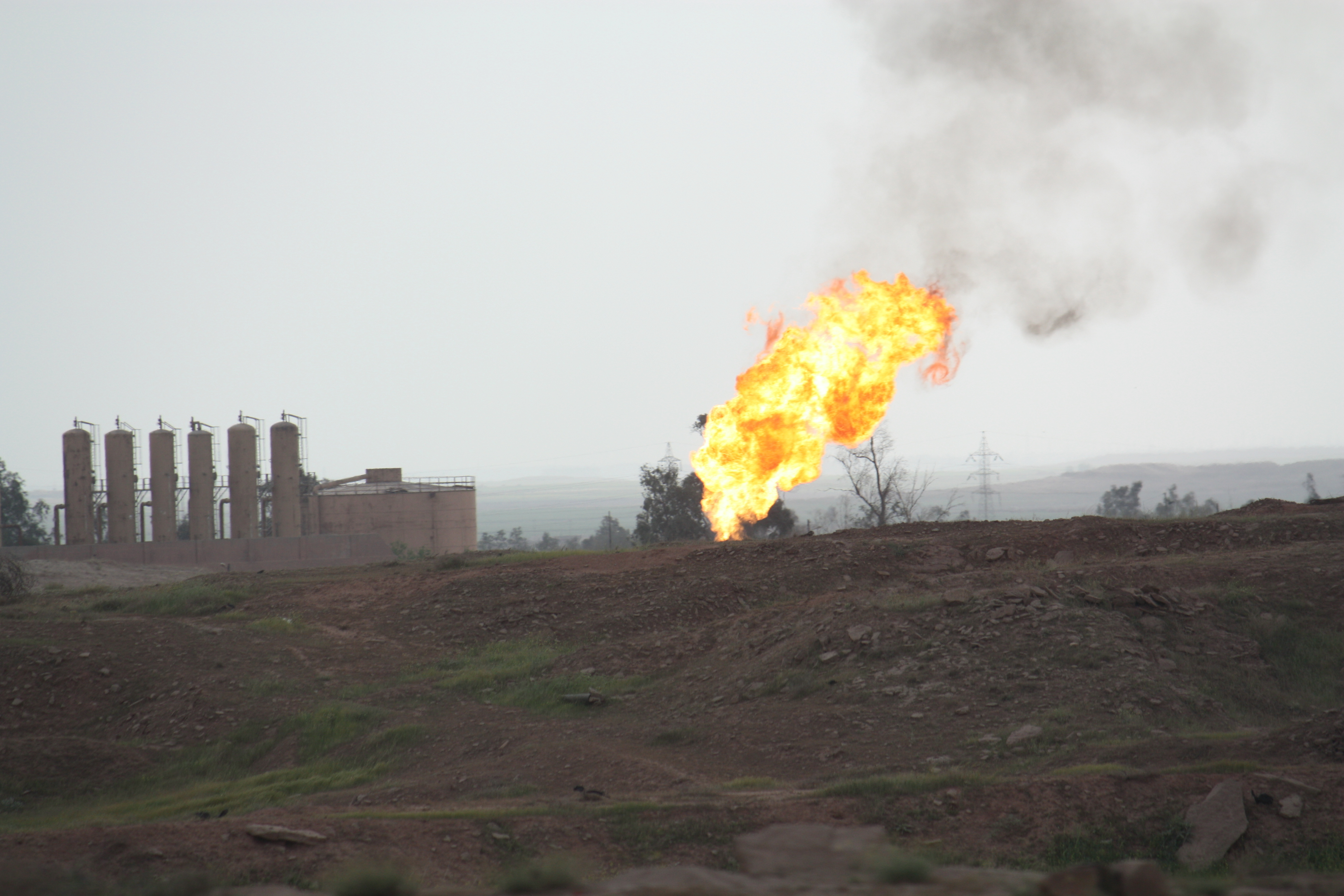
Das Feuer von Baba Gurgur. In Kirkuk gibt es geysirartige Feuersäulen, die durch den Austritt von Erdgas auf natürliche Weise entstehen.

1902 begann im Irak die Suche nach Öl. Die erste Bohrung fand im Zagros Basin (Nordost-Irak) statt. Der erste Ölfund kam jedoch erst 20 Jahre später zustande. Aus dem Bohrloch Baba Gurgur (kurdisch für „Vater des Feuers“) No. 1 schoss am 14. Oktober 1927 eine riesige Ölfontäne in den Himmel. Neun Tage lang ergossen sich 95.000 Barrel (rund 15 Millionen Liter) pro Tag in die Umwelt, bevor man das Bohrloch verschließen konnte. Das Kirkuk-Ölfeld war damit entdeckt. Ende 1930 waren 20 Bohrlöcher gebohrt und produzierten Öl. 1934 begann der Ölexport über Pipelines nach Tripoli (Libanon) und Haifa. Das größte Ölfeld des Iraks erstreckt sich mittlerweile über 100 km Länge und 12 km Breite und hat eine 610 m dicke ölführende Schicht. Die ursprüngliche Menge Öl im Feld wird mit 16 Milliarden Barrel angegeben. Damit hatte es etwa ein Fünftel der Ölmenge des größten Ölfelds der Welt, Ghawar in Saudi-Arabien, und zählt zu den sogenannten Supergiganten. Es ist das Zentrum der nordirakischen Erdölproduktion. Heute lagern noch 10 bis 12 Milliarden Barrel im Feld.
Pipelines aus der Stadt verlaufen durch die Türkei nach Ceyhan zum Mittelmeer und waren eine der beiden Hauptexportrouten für irakisches Öl im Öl-für-Lebensmittel-Programm der Vereinten Nationen. Kirkuk ist ferner Marktzentrum eines Gebiets, in dem Schafzucht, Getreide- und Obstanbau betrieben werden.

## Verkehr
Kirkuk erhielt im August 1925 mit der Bahnstrecke Jaloula–Erbil einen Eisenbahnanschluss nach Bagdad. Dies war eine Schmalspurbahn in Meterspur.
Am 7. November 1987 eröffnete dann die normalspurige Bahnstrecke Al-Haqlaniya–Kirkuk, die bei Baidschi Anschluss an die Bagdadbahn und damit ebenfalls nach Bagdad erhielt. Daraufhin stellte die Schmalspurbahn zum 15. Mai 1988 ihren Betrieb ein.
Im Dritten Golfkrieg 2003 zerstörte die US Air Force durch Luftangriffe die Bahnstrecke zwischen Baidschi und Kirkuk, unter anderem auch deren Brücke über den Tigris. Die Strecke ist seitdem außer Betrieb. Wegen der politischen Spannung zwischen Zentralregierung und kurdischen Autonomisten wurden ernsthafte Versuche für einen Wiederaufbau nicht unternommen.

## Bildung
Mit der Universität Kirkuk verfügt die Stadt seit 2003 über eine Hochschule mit 14 Fakultäten und zahlreichen untergeordneten Fachbereichen.

## Sport
Der Kirkuk FC spielt in der höchsten Spielklasse im irakischen Fußball, der Irakischen Fußballmeisterschaft.

## Söhne und Töchter der Stadt
- Abid Mutlaq al-Dschiburi, Politiker
- Reza Talabani (1835–1910), kurdischer Dichter
- Mukarram Talabani (1923–2025), kommunistischer Politiker
- Abd as-Sattar Sharif (1933–2008), kurdischer Politiker und Generalsekretär der Kurdischen Revolutionären Partei
- Mouayed Al-Rawi (1939–2015), Schriftsteller, Dichter und Maler
- Fadhil al-Azzawi (* 1940), Schriftsteller
- Sadettin Ergeç (* 1948), irakischer Politiker turkmenischer Abstammung
- Najmaldin Karim (1949–2020), kurdischer Politiker
- Bawai Soro (* 1954), chaldäisch-katholischer Bischof von Mar Addai of Toronto
- Necîbe Ehmed (* 1954), Dichterin
- Hadschim al-Hasani (* 1954), Politiker
- Arschad Salihi (* 1959), Politiker
- Azad Sabri Shaba (* 1966), chaldäisch-katholischer Geistlicher, Bischof von Dohuk
- Kajal Ahmad (* 1967), Dichterin und Journalistin
- Mehmet Türkmehmet (* 1980), türkischer Fußballspieler
- Yunis Mahmud (* 1983), Fußballspieler
- Saya Ahmad (* 1984), österreichische Politikerin
- Osama Rashid (* 1992), Fußballspieler